# Кума (река в Япония)
Вижте пояснителната страница за други значения на Кума.
Кума (на японски: 球磨川, по английската Система на Хепбърн Kuma) е река в префектура Кумамото, о. Кюшу, Япония. Кума е дълга 115 km и има басейн 1880 km2.
Кума е една от трите най-бързи реки в Япония (другите две са Могами и Фуджи).
Реката е популярна туристическа дестинация. Около 70 000 туристи всяка година плават по течението ѝ. Кума се използва и за риболов, най-вече през юни месец и за напояване на близките оризища.